# هولین ژائو
هولین ژائو (چینی: 赵厚麟؛ زادهٔ ۱۹ ژوئن ۱۹۵۰) سیاست‌مدار اهل چین، وی دبیرکل اتحادیه بین‌المللی مخابرات (ITU) است. ژائو در ۲۰۱۴ در کنفرانس نمایندگان تام‌الاختیار ITU انتخاب شد. اتحادیه بین‌المللی مخابرات در واقع بخشی از سازمان ملل متحد است که مسئول توسعه، نظارت و مدیریت شبکه‌ها و سرویس‌های ارتباطات رادیویی از راه دور می‌باشد این اتحادیه در ۱۷ مه ۱۸۶۵ و با عنوان اتحادیه بین‌المللی تلگراف تأسیس گردید که اولین مقررات بین‌المللی ارتباطات راه دور در آن به تصویب رسید.

## زندگی‌نامه
ژائو در هفتم مارس ۱۹۵۰ در جیانگسو، چین متولد شد. هولین ژائو در دانشگاه پست و مخابرات نانجینگ به تحصیل پرداخت و مدرک کارشناسی خود را از این دانشگاه اخذ کرد، وی سپس ادامه تحصیلات خود را در رشته ارتباطات در دانشگاه اسکس انگلستان گذراند و موفق به کسب کارشناسی ارشد شد. او متأهل و دارای یک پسر و دو نوه است. ژائو به سه زبان رسمی سازمان ملل از جمله انگلیسی، فرانسوی و چینی تسلط دارد.

## فعالیت حرفه‌ای
ژائو از ۱۹۸۶ تا ۱۹۹۲ کارمند ارشد کمیته مشاوره بین‌المللی تلگراف و تلفن (CCITT) بود و سپس از ۱۹۹۳ تا ۱۹۹۸ در دفتر استانداردسازی ارتباطات راه دور ITU , TSB کار می‌کرد.
قبل از پیوستن به اتحادیه بین‌المللی مخابرات (ITU)، ژائو به عنوان مهندس انستیتوی طراحی وزارت پست و ارتباطات راه دور چین مشغول به کار بود و در جلسات تخصصی کشورش در زمینه استانداردهای مخابراتی و برنامه‌های ملی و همچنین شرکت در گروه مطالعه فنی ITU، نقش فعالی داشت. او ضمن شرکت در جلسات به عنوان نماینده چین تالیفات خود را در نشریات فنی معتبر چینی با ارائه مقالات اساسی درج می‌کرد و در ۱۹۸۵ به دلیل موفقیت‌هایش در زمینه علم و فناوری اطلاعات از جانب وزارت پست و مخابرات جایزه دریافت کرد.
آقای ژائو در سال ۱۹۹۸ در مینیاپولیس آمریکا به عنوان دبیر دفتر استانداردسازی ارتباطات راه دور ITU  انتخاب شد و برای دومین بار در ۲۰۰۲ مجدداً در مراکش به این سمت انتخاب شد. در این دوره، او اقدامات نوین و کارایی را برای بهبود استانداردهای (ITU) سازمان بین‌المللی استانداردسازی، (ISO) و کمیسیون بین‌المللی الکتروتکنیک (کمیسیون بین‌المللی الکتروتکنیک) انجام داد و همچنین در زمینه توسعه و انتشار «اصطلاحات مشترک» در مورد «متون تراز شده فنی» اقداماتی را نیز انجام داد که هم‌اکنون مورد استفاده قرار می‌گیرد.
وی در طول مدت مسئولیت خود، مسئولیت بهبود فضای استانداردسازی ITU و تقویت ارتقا its را نیز بر عهده داشت.
ژائو ضمن برقراری روابط خوب با صنایع و همچنین مشارکت استراتژیک با کشورهای عضو و تعداد اعضا را افزایش داد. تحت رهبری وی، ITU سطح همکاری بین‌المللی خود را با سایر سازمانهای توسعه استاندارد افزایش داد و در کمک به پر کردن شکاف استانداردسازی درمیان کشورهای در حال توسعه و کشورهای توسعه‌یافته نقش مهمی ایفا کرد.

## قائم‌مقام دبیرکل ITU

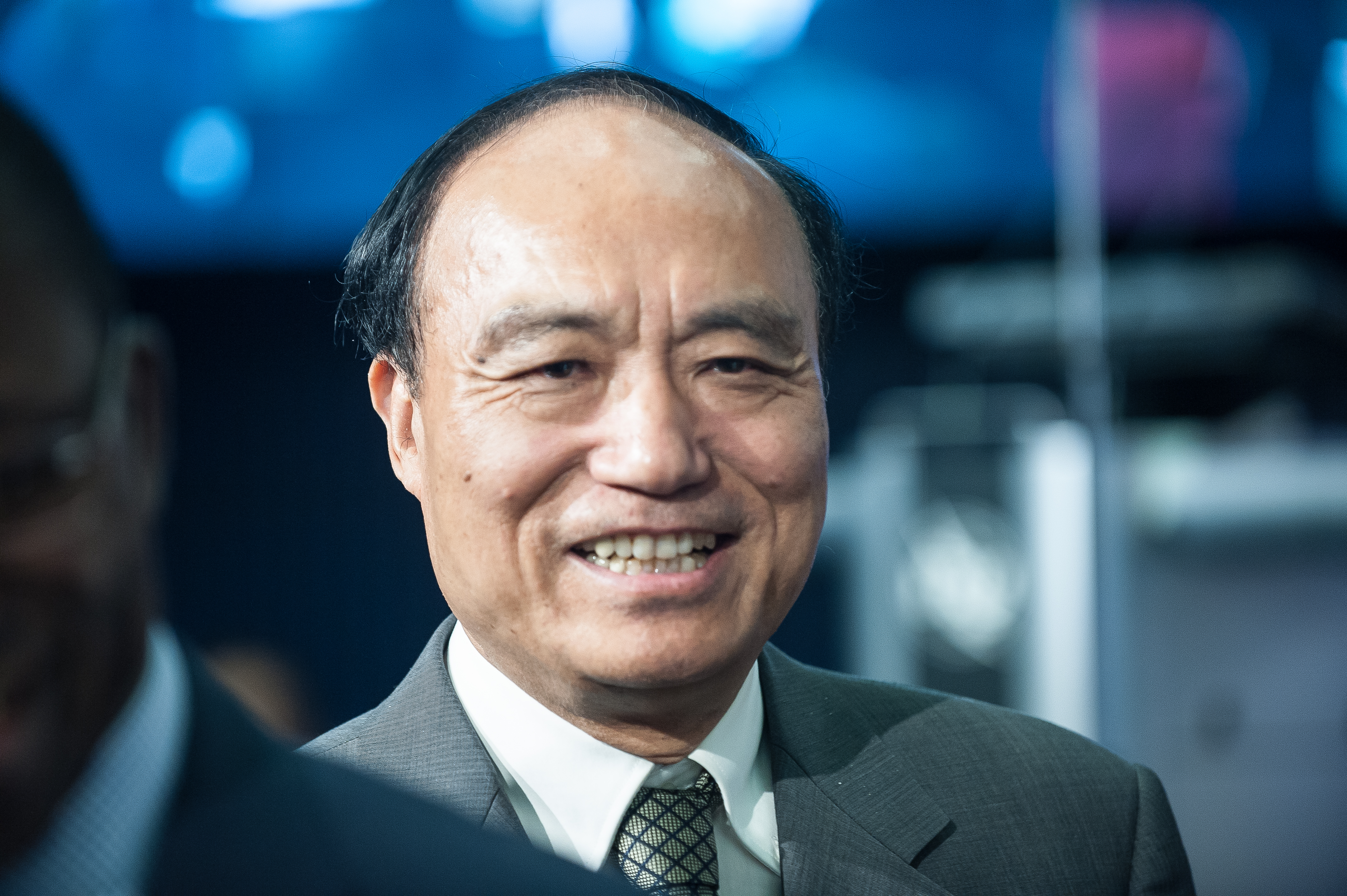
هولین ژائو، ITU SG

هولین ژائو در ۲۰۰۶ در آنتالیا، ترکیه به عنوان معاون دبیرکل ITU در کنفرانس نمایندگان تام‌الاختیار ITU  انتخاب شد و در ۲۰۱۰ در گوادالاخارا برای تصدی چهارسال دوم مجدداً در کنفرانس مجلل، مکزیک انتخاب گردید.

## دبیرکلITU
ژائو در ۲۳ اکتبر ۲۰۱۴ به عنوان دبیرکل اتحادیه بین‌المللی مخابرات ITU انتخاب شد. ژائو در سخنرانی خود پس از انتخاب گفت: «عمیقاً از اینکه به اتفاق آرا من را به عنوان دبیرکل منصوب کردید عمیقاً تحت تأثیر قرار گرفتم، از اینکه به من افتخار رهبری سازمان محبوبم را برای چهار سال آینده دادید و به من اعتماد کردید از همه شما تشکر می‌کنم». مانیفست ژائو برای برعهده گرفتن سمت دبیرکلی بر سه‌پایه استوار است یکم: بصیرت، دوم: عمل و سوم: هماهنگی.